# فراری ۵۵۰
فراری ۵۵۰ مارانِلو یا ۵۵۰ بارچِتا، یک خودروی اسپرت جی‌تی دو سرنشینه است که توسط شرکت فراری تولید و در سال ۱۹۹۶ میلادی معرفی شده‌است. این خودرو دارای موتور ۵٫۵ لیتری ۱۲ سیلندر با قدرت ۴۸۵ اسب بخار است که در جلوی خودرو قرار دارد؛ جعبه دنده آن نیز از نوع دستی و ۶ سرعته می‌باشد. بیشترین سرعت این خودرو ۳۲۳ کیلومتر بر ساعت و فقط در ۴٫۴ ثانیه از سرعت صفر به صد کیلومتر بر ساعت می‌رسد.
خط تولید ۵۵۰، از سال ۲۰۰۲، برای تولید مدل فراری ۵۷۵ام مارانلو استفاده گردید.

## نگارخانه

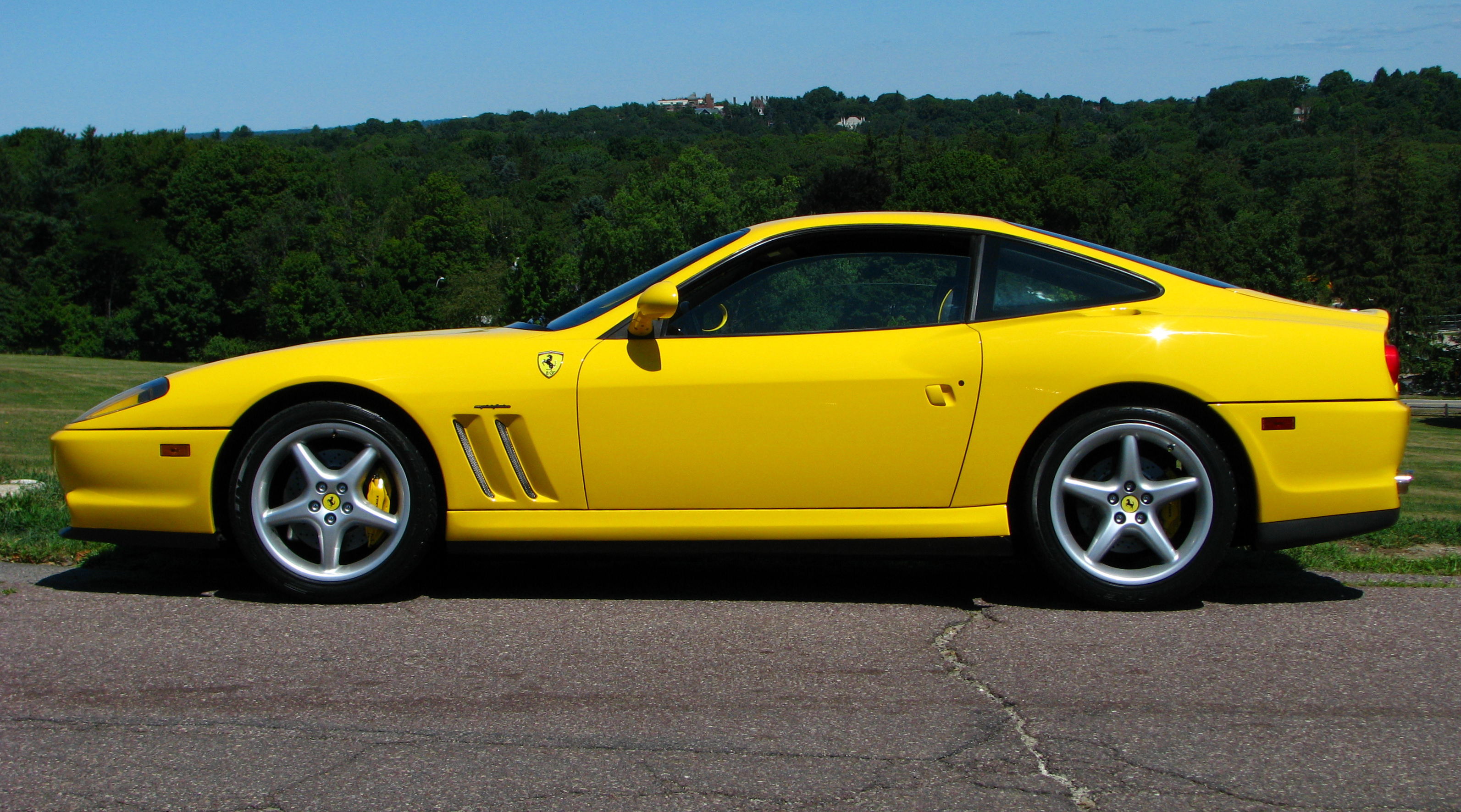
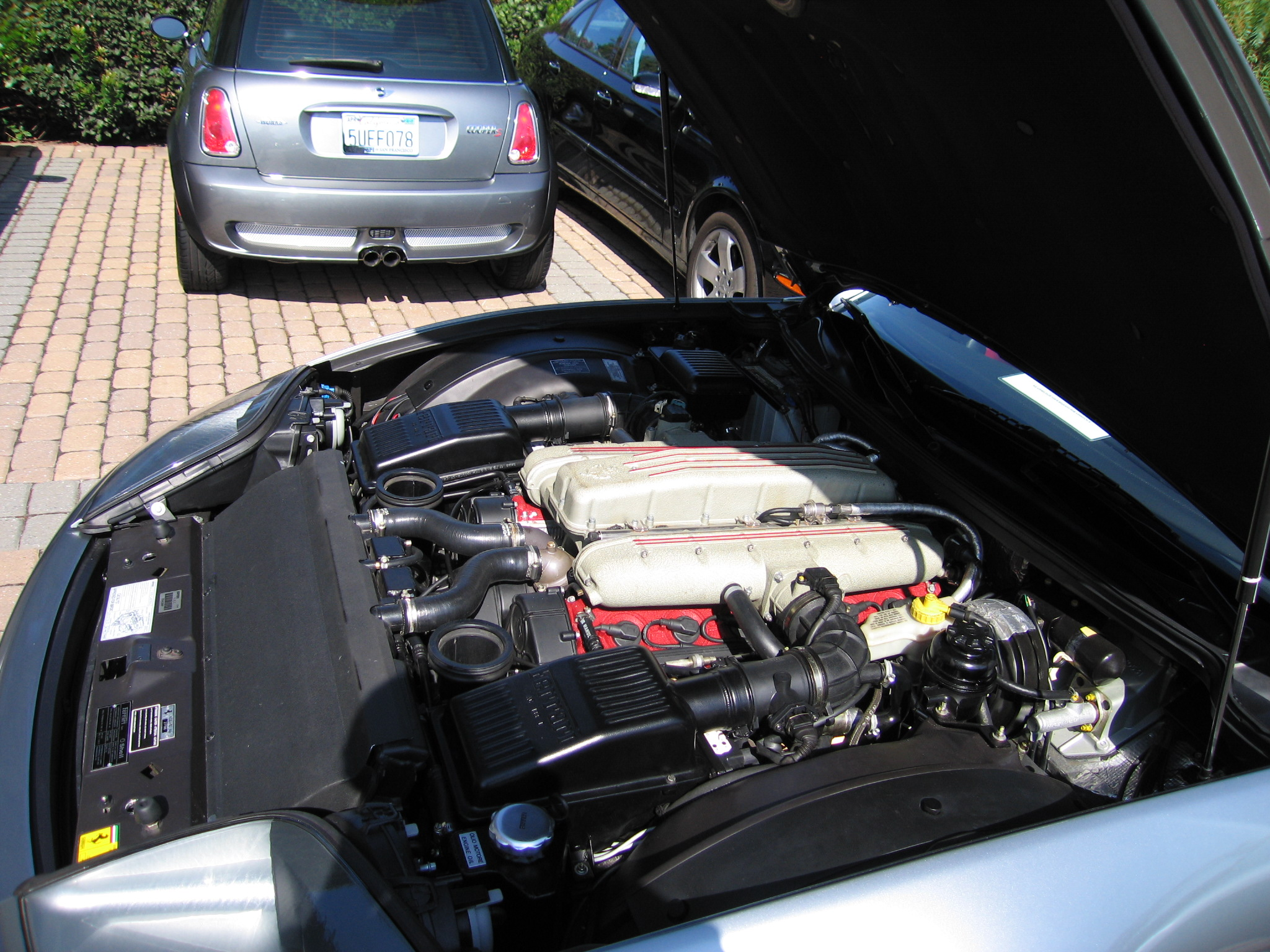